# Shuaib
Shuaib (pronunciación en árabe: /ʃuʕajb/), Shoaib o Shuʿayb (en árabe: شُـعَـيْـب‎, šuʿayb, que significa "quien muestra el camino correcto") fue un antiguo profeta a veces identificado con el Jetró bíblico. Se cree que vivió después de Abraham y los musulmanes creen que fue enviado como profeta a una comunidad: los madianitas, también conocidos como Aṣ-ḥāb al-Aykah (en árabe: أَصْـحَـاب الْأَيْـكَـة‎, "Compañeros de la madera"), ya que solían adorar a un gran árbol. A estas gentes, Shuaib les proclamó la fe del Islam y les advirtió que pusieran fin a sus fraudulentas costumbres. Al no arrepentirse, Alá destruyó la comunidad. Shuaib es percibido por los musulmanes como uno de los pocos profetas árabes mencionados por su nombre en el Corán, siendo los otros Salé, Hud y Mahoma. Se dice que era conocido por los musulmanes como "el predicador elocuente entre los profetas", porque, según la tradición, era un elocuente y talentoso orador.